# Wade Load
Wade Load è un personaggio immaginario della serie televisiva d'animazione statunitense Kim Possible.
È doppiato in originale da Tahj Mowry e in italiano prima da Fabrizio De Flaviis e in seguito da Daniele Raffaeli.
Wade è l'addetto al sito internet di Kim, ed è il genio informatico che gestisce tutti i contatti della ragazza col resto del mondo. Egli è parte viva di ogni battaglia della ragazza, sebbene mai in maniera diretta in quanto, fino alla quarta stagione, non esce mai dalla sua camera ipertecnologica.

## Caratteristiche

### Personalità
Wade è di mentalità semplice e dimostra un'indole gentile, educata e disponibile; mettendosi al servizio di Kim e Ron anche per richieste personali oltre che per le missioni, dimostrando di divertirsi molto qualunque cosa faccia e sentirsi estremamente lieto di poter aiutare. Wade è inoltre dotato di un grande sangue freddo, difatti durante le operazioni della squadra non si preoccupa mai, nemmeno quando la situazione degenera, ed è sempre in grado di ragionare in modo lucido. Spesso approfitta dei viaggi dei compagni per farsi portare souvenir e cibi esotici.
Inoltre è estremamente curioso, tanto che spesso legge il diario elettronico di Kim, controlla il suo conto bancario o supervisiona segreti militari, tuttavia è talmente in gamba coi computer da non lasciare mai traccia del suo passaggio nei siti crackati.
La caratteristica principale di Wade rimane comunque l'estrema disponibilità; tale per cui qualunque cosa, e a qualunque ora, i protagonisti gli chiedano, egli si prodiga per soddisfarla, dimostrandosi sempre in grado di farlo senza nemmeno troppo sforzo.
Durante le prime stagioni, sembra soffrire di agorafobia, difatti non esce mai dalla sua stanza, da cui tuttavia riesce a organizzare tutta la sua vita e ad interagire con gli altri personaggi. Tale fobia viene forzatamente superata dal personaggio durante una missione contro il Team Impossible, evento a seguito del quale, nella quarta stagione inizia ad uscire dalla sua stanza e ad aiutare Kim e Ron in maniera più attiva.

### Aspetto fisico
Wade è un bambino afroamericano, sovrappeso e mediamente alto, con gli occhi scuri e i capelli neri e ricci; il suo viso è sempre vispo e sorridente e contornato da lentiggini. Il design del personaggio è molto semplice e stilizzato per lo standard della serie, per cui è prettamente tondeggiante.
Wade veste sempre con delle t-shirt azzurre e dei pantaloni marroni; ma viene tendenzialmente inquadrato soltanto a mezzobusto.

## Biografia del personaggio

### Antefatti
Wade Load nasce a Middleton, 10 anni prima dell'inizio della serie, da Lontaine Load e sua moglie. Il non meglio precisato lavoro del padre, che lo tiene costantemente fuori casa, fa sì che la madre, lo cresca praticamente da sola.
Dimostrando fin da bambino di possedere un'intelligenza rasente la genialità, va a scuola per soli otto mesi; durante i quali si diplomò e ottiene una laurea summa cum laude.
Non è chiarito come abbia fatto esattamente conoscenza con Kim e Ron, ma il loro incontro è avvenuto comunque in tenera età.

### Nella serie
Nel momento in cui Kim decide di aprire un suo sito internet per cercare lavoro come baby sitter, Wade l'aiuta nell'allestimento e, quando in conseguenza di ciò, essa inizia la sua attività di eroina ed agente segreto freelance, Wade si assume il ruolo di consulente e ideatore dei vari gadget con cui la ragazza affronta le battaglie.
Il giovane genio agisce come membro del Team Possible rimanendo dietro le quinte mentre Kim, Ron e Rufus si occupano dell'azione diretta affrontando diversi antagonisti, quali l'imbranato ma geniale Dottor Drakken e la sua assistente super sofisticata, Shego, Lord Monkey Fist, nobile inglese ossessionato dal Tai-Sheng-Pek-Quar, assieme al quale detiene il "Mistico Potere della Scimmia", il golfista folle Duff Killigan, i miliardari Señor Senior, dediti al male per hobby e molti altri.
Più avanti nella serie tuttavia, tale situazione cambia e Wade assume un ruolo più attivo nelle missioni del gruppo.

### Epilogo
Nonostante le avversità e le innumerevoli battaglie Wade riesce a superare ogni ostacolo ed arriva addirittura a salvare il mondo dagli alieni Warmonga e Warhok il giorno del diploma dei suoi compagni Kim e Ron, che nel frattempo si sono innamorati l'una dell'altro.

## Abilità
Wade è un genio informatico, capace di collegarsi a tutto il mondo utilizzando il computer di casa sua e di hackerare qualsiasi software in pochissimi istanti. Le abilità di Wade sono tali che è in grado di connettersi perfino a reti elettriche, cittadine, governative e addirittura ai robot di Drakken e all'interno di dischi volanti.
Oltretutto è anche un genio creativo nonché un superbo inventore, essendo il progettista di tutte le attrezzature utilizzate da Kim.
Nella quarta stagione dimostra inoltre di essere un esperto di spionaggio e di avere una discreta competenza sul campo, nonché di essere un eccellente fantino.

## Altre versioni
- Durante la terza parte dell'episodio speciale Viaggio nel tempo (A Sitch in Time) viene presentata la versione adulta di Wade, divenuto capo della "Resistenza Anti-Shego", nel futuro distopico governato dalla criminale. Tale versione futura del personaggio, si presenta come un gigante alto circa due metri e muscolosissimo, ha i capelli ricci e lunghi ricadenti sulle spalle ed un pizzetto sul mento. Inoltre è un esperto nel combattimento corpo a corpo e nell'uso delle armi da fuoco.
 La versione futura di Wade è doppiata in originale da Michael Clarke Duncan, e in italiano da Mario Bombardieri.